# Rishangles
Rishangles is een civil parish] in het bestuurlijke gebied Mid Suffolk, in het Engelse graafschap Suffolk met 80 inwoners.